# 15522 Trueblood
15522 Trueblood este un asteroid din centura principală de asteroizi.

## Descriere
15522 Trueblood este un asteroid din centura principală de asteroizi. A fost descoperit pe 14 decembrie 1999 la Fountain Hills (Arizona) de Charles W. Juels. Asteroidul prezintă o orbită caracterizată de o semiaxă mare de 2,32 ua, o excentricitate de 0,13 și o înclinație de 9,8° în raport cu ecliptica.